# Лофтеснес-Бьюне, Филип
Филип Лофтеснес-Бьюне (норв. Filip Loftesnes-Bjune; род. 8 апреля 2005, Тёнсберг, Эстланд) — норвежский футболист, полузащитник клуба «Саннефьорд».

## Клубная карьера
Лофтеснес-Бьюне — воспитанник клубов «Флинт» и «Саннефьорд». В 2021 году игрок начал выступать за дублирующий состав команды. 12 декабря в матче против «Лиллестрём» он дебютировал в Типпелиге.

## Международная карьера
В 2024 году в составе юношеской сборной Норвегии Лофтеснес-Бьюне принял участие в юношеском чемпионате Европы в Северной Ирландии. На турнире он сыграл в матчах против сборных Италии, Украины, Северной Ирландии и Турции.